# Georg Christian Heinrich Rosentritt
Georg Christian Heinrich Rosentritt (* 29. September 1759 in Dürkheim; † 2. Mai 1846 in Rappenau) war Entdecker des Rappenauer Salzlagers und erster Verwalter der Saline Bad Rappenau, die die Unabhängigkeit des badischen Staates von französischen Salzimporten herbeiführte und auf die der heutige Kurbetrieb in Bad Rappenau zurückgeht. Er wurde 1836 zum ersten Ehrenbürger von Rappenau ernannt.

## Biografie
Rosentritt war der Sohn des kurpfälzischen Salineninspektors in Dürkheim, Berthold Christian Rosentritt, und dessen Frau Susanna Henrietta. Nach Beendigung des Geologiestudiums in Heidelberg und Göttingen war er von 1787 bis 1821, also 34 Jahre lang, als technischer Direktor der kleinen Gradiersaline in Soultz unterm Walde (Soultz-sous-Forets) und als Leiter der Minen im benachbarten Lobsann, beide im nördlichen Elsass gelegen, tätig gewesen. Er hatte somit eine reiche Erfahrung mitgebracht, als er Ende 1821 nach Deutschland zurückkehrte, noch im selben Jahr die Konzession zu Probebohrungen bei Rappenau beantragte und in der Nacht vom 10. zum 11. September 1822, wenige Tage vor seinem 63. Geburtstag, das Bad Rappenauer Salzlager entdeckte.
Im Neckartal waren seit 1816 bei Bohrungen auf württembergischem und hessischem Gebiet reiche Salzvorkommen entdeckt worden, und die großherzoglich badische Regierung trachtete nach der Salzgewinnung auch auf badischem Gebiet. Vorherige Bohrungen waren erfolglos geblieben, und der badische Staat hatte eine hohe Prämie für die Entdeckung reichhaltiger Sole ausgeschrieben. Am 8. November 1821 erhielt Rosentritt die benötigte Konzession und war im Folgejahr bei Bohrungen erfolgreich. Gemeinsam mit Friedrich Arnold und dem Leiter des badischen Finanzministeriums verfasste er im März 1823 eine Denkschrift über die Bedingungen unter welchen die Lieferung von 80.000 Zentner Kochsalz von der Saline Rappenau bis Ende d. J. stattfinden kann, die die badische Regierung im April 1823 zum Bau der Saline Bad Rappenau überzeugte.

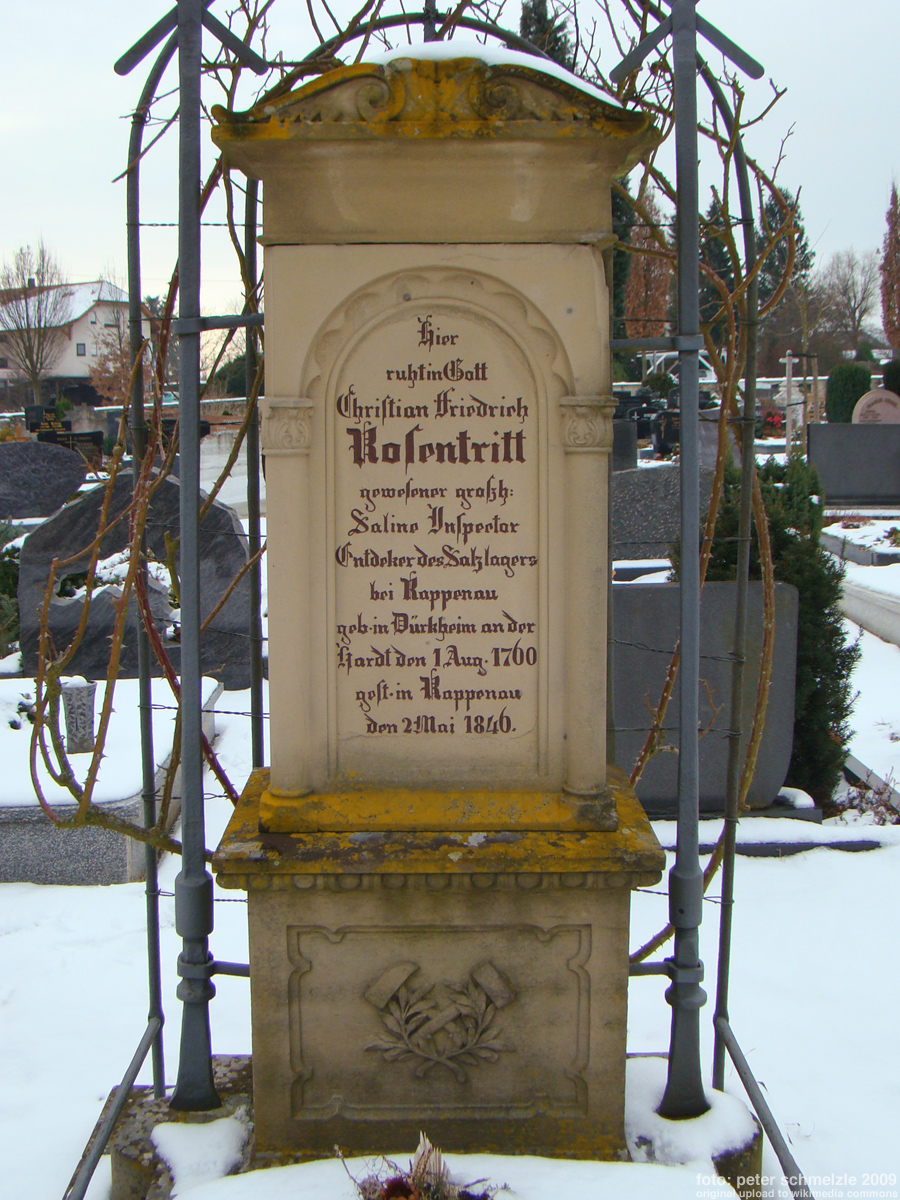
Rosentritt-Grabmal auf dem Friedhof in Bad Rappenau

Rosentritt erhielt das Amt des Salinenverwalters in Rappenau, er leitete die Saline bis 1835. Auf ihn geht die Niederbringung der ersten fünf Bohrlöcher der Saline zurück. Seine Bohrungen erreichten bis dahin kaum erreichte Bohrtiefen. Bohrloch 5 der Saline hatte eine Tiefe von 214,55 Metern und durchbohrte die gesamte Mächtigkeit des Salzflözes, dessen Stärke damit auf über 30 Meter nachgewiesen werden konnte. Die Salinen in Rappenau und Dürrheim machten den badischen Staat von den zuvor nötigen, teuren Salzimporten aus Frankreich unabhängig.
Noch während seiner Zeit als Salinenverwalter in Rappenau unternahm Rosentritt zwischen den heutigen Rappenauer Stadtteilen Babstadt und Treschklingen auch Probebohrungen nach Braunkohle und Gips. 1836 wurde er zum ersten Ehrenbürger von Rappenau ernannt.
Nach seiner Zeit in Rappenau war Rosentritt, inzwischen hochbetagt, in England, wo er ebenfalls Probebohrungen nach Salzvorkommen unternahm. Seine englischen Unternehmungen waren jedoch nicht nur erfolglos, sondern führten auch zu einem Prozess gegen den britischen Staat, bei dem Rosentritt sein gesamtes Vermögen einbüßte. Er verstarb ledig und verarmt 1846 im Alter von 86 Jahren in Rappenau und wurde auf dem dortigen Friedhof begraben.
1932 wurde seine Grabstätte mit alten Meißeln und Bohrgestängen verziert. In Bad Rappenau ist heute die Rosentritt-Klinik, eine der dortigen Kurkliniken, nach ihm benannt.